# Hinrich Cornelius
Johan Henrik (Hinrich) Cornelius, född 1724 troligen i Tyskland, död 26 januari 1798 i Stockholm, var en svensk-tysk konterfejare och tapetfabrikör.
Han var gift första gången 1754 med Margareta Catharina Hetzin (änka efter Friedrich von Cöln) och andra gången 1762 med Margareta Liljeblom och tredje gången 1772 med Kristina Sofia Pettersson.
Cornelius fick troligen sina grundläggande kunskaper inom målning i Tyskland. Han kom till Sverige 1748 och anställdes som gesäll hos Johan Henrik Scheffel redan efter något år etablerade han sig som sin egen. Hans huvudsakliga verksamhet under de första åren var tillverkning av vaxduks- och papperstapeter. Han kom i konflikt med målarämbetet 1767 som anklagade honom för bönhaseri, tvisten varade till 1778 då det kom till en försoning och hans titel ändrades till styckmålare. Han blev mästare 1780 efter att han visat upp målningen Hero och Lerander för bedömning, ämbetet godtog målningen med motiveringen att den var tämligen försvarligt gjort. Han fick burskap som borgare i Stockholm 1781 och ägde vid sin död fastigheten Arsenalsgatan 1–3. Cornelius har blivit känd som massproducent av kungliga porträtt, bland annat finns ett porträtt av Adolf Fredrik i helfigur bland samlingarna på Gripsholms slott. I Nordiska museets samlingar finns en tapet med vid varandra ställda romber förenade med adliga kronor som tillverkades i Cornelius fabrik 1765. Han var även verksam som miniatyrmålare. Är representerad vid bland annat Nationalmuseum.